# Psephellus atropatanus
Psephellus atropatanus là một loài thực vật có hoa trong họ Cúc. Loài này được (Grossh.) Greuter mô tả khoa học đầu tiên năm 2003.